# 라일 탤봇
라일 탤봇(Lisle Henderson, 1902년 2월 8일 ~ 1996년 3월 2일)은 미국의 배우, 텔레비전 배우, 연극 배우이다.

## 영화
- 선라이즈 앳 캠포벨로 (1960년) - 미스터 브리머 역
- 하이 스쿨 컨디덴셜! (1958년)
- 외계로부터의 9호 계획 (1958년)
- 그레이트 맨 (1956년)
- 용감한 린티 (1954년)
- 제일 베잇 (1954년) - 인스펙터 존스 역
- 쇼처럼 즐거운 인생은 없다 (1954년)
- 코만도 코디 (1953년)
- 교차로 여행자 (1953년)
- 글렌 혹은 글렌다 (1953년)
- 정글 보이 봄바 7 (1952년)
- 내 마음 속의 노래와 (1952년)
- 아톰 맨 대 슈퍼맨 (1950년)
- 딕 트레이시 - 1950년 시리즈 (1950년)
- 자니 원 아이 (1950년)
- 론 레인저 - 49년 시리즈 (1949년)
- 배트맨과 로빈 (1949년)
- 센세이션스 오브 1945 (1944년)
- 업 인 암스 (1944년)
- 데이 레이드 바이 나이트 (1942년)
- 세컨드 피들 (1939년)
- 알래스카의 정열 (1938년)
- 싱잉 키드 (1936년)
- 고 웨스트 영 맨 (1936년)
- 페이지 미스 글로리 (1935년) - 슬래터리 오브 더 엑스프레스 역
- 오일 포 더 램프 오브 차이나 (1935년) - 짐 역
- 우리의 꼬마 소녀 (1935년)
- 히트 라이트닝 (1934년) - 제프 역
- 원 나잇 오브 러브 (1934년)
- 42번가 (1933년)
- 쓰리 온 어 매치 (1932년) - 마이클 로프터스 역
- 빅 시티 블루스 (1932년)